# Pietroasa
Pietroasa es una comuna ubicada en el distrito de Timiș, Rumania.

## Superficie
Posee una superficie de 156,5 kilómetros cuadrados.

## Demografía
Hasta 2021 la población era de 1012 habitantes, con una densidad de población de 6,468 habitantes por kilómetro cuadrado.